# Psammetikus II
Psammetikus II var en egyptisk farao i 26:e dynastin som regerade mellan 595 f.Kr. och 589 f.Kr.. 